# 1664
سنة 1664 كانت سنة كبيسة تبدأ يوم الثلاثاء (الرابط يظهر نموذج التقويم الكامل للسنة) من التقويم اليولياني.

## أحداث
- حصار قلعة نيو زرين في الفترة ما بين 5 يونيو و7 يوليو.
- نهاية الحرب العثمانية-النمساوية في 1664 والتي بدأت في 1663.

## مواليد
- جون فانبرة
- مصطفى الثاني
- محمد بن إبراهيم العمادي

## وفيات
- أبو الغازي بهادر
- أندرياس جريفوس شاعر ألماني
- إبراهيم الحاقلاني مترجم سوري
- إسماعيل باشا البشناقي سياسي عثماني
- سولومون ده براي
- فرانسيسكو دي زورباران رسام إسباني
- قطب الدين الأشكوري فيلسوف وفقيه إيراني
- كسبار إبل
- كورنيليو مالفاسيا
- محمد بن الشريف
- هنري الثاني دوق غيس
- يوهان فريدريك كونينغ